# Рио Хондо (Тексас)
Рио Хондо (енгл. Rio Hondo) град је у америчкој савезној држави Тексас. По попису становништва из 2010. у њему је живело 2.356 становника.

## Демографија
Према попису становништва из 2010. у граду је живело 2.356 становника, што је 414 (21,3%) становника више него 2000. године.
| Група             | 2000.         | 2010.         |
| Белци             | 312 (16,1%)   | 353 (15,0%)   |
| Афроамериканци    | 1 (0,1%)      | 12 (0,5%)     |
| Азијати           | 5 (0,3%)      | 2 (0,1%)      |
| Хиспаноамериканци | 1.607 (82,7%) | 1.990 (84,5%) |
| Укупно            | 1.942         | 2.356         |